# شرونانتز
شرونانتز (به ارمنی: Շրվենանց) یک سکونتگاه مسکونی در ارمنستان است که در استان سیونیک واقع شده‌است.  در  کیلومتری جنوب کاپان، مرکز استان سیونیک واقع شده است.

## خصوصیات
شرونانتز ۵٫۸۳ کیلومترمربع مساحت و ۷۶ نفر جمعیت دارد و در ارتفاع  متر بالاتر از سطح دریا قرار گرفته است.